# Alterstedt
Alterstedt  is een dorp in de Duitse gemeente Schönstedt in het Unstrut-Hainich-Kreis in Thüringen. Het dorp wordt voor het eerst genoemd in een oorkonde uit 1186. Het dorp werd in 1994 toegevoegd aan Schönstedt.